# كفلاء بيروية
كفلاء بيروفية (الاسم العلمي:Megalopyge peruana) هي نوع من الحشرات يتبع جنس الكفلاء من الفصيلة الكفلاوية.